# Мелентьев, Александр Валентинович
Алекса́ндр Валенти́нович Меле́нтьев (род. 10 декабря 1944, Махачкала, Дагестанская АССР) — советский и российский режиссёр телевидения, заслуженный деятель искусств Дагестана, доцент, заведующий кафедры режиссуры телевидения РГИСИ.

## Детство и юность
Александр Валентинович Мелентьев родился 10 декабря 1944 года в г. Махачкале Дагестанской АССР, в семье служащих (мать — учитель русского языка и литературы, отец — врач).
Детство прошло в семье дедушки, где все много читали, слушали музыку, говорили на трёх языках.
После школы-семилетки окончил Дагестанский Механический техникум, работал на заводе техником - конструктором. В 1964 году поступил в Ленинградский Кораблестроительный институт на приборостроительный факультет. Играл в КВН, писал сценарии, ставил спектакли. Руководил студенческим театром приборостроительного факультета. В 1971 году окончил институт и вернулся в Дагестан, работал инженером на заводе «Дагдизель».

## Творческий путь
В 1973 году перешёл на республиканское телевидение редактором молодежных программ, а затем перешел в литературно-драматическую редакцию ассистентом режиссера.
В 1978 году поступил в ЛГИТМиК на курс Карасика, Давида Исааковича.
Поводом для принятия такого решения послужили два события:
- знакомство с Кацманом А.И., который привёз в Махачкалу свой выпускной курс (в качестве телевизионного режиссёра снимал в павильоне студенческие спектакли «Люди и мыши» и «Наследники Рабурдена»)
- учеба на Курсах повышения квалификации Гостелерадио СССР в Москве, где проходил практику на съёмках телеспектакля «Острова в океане» у Эфроса Анатолия Васильевича.

Поступив в институт, набрал при Дагестанском телевидении «Телетеатр-студию», где, собственно, и учился профессии в промежутках между сессиями. Студия работала вплоть до 1993 года — до отъезда из Дагестана.
Шестеро студийцев в разное время поступили в ЛГИТМиК, двое — в Щукинское училище на режиссерский курс.
Работа на провинциальном телевидении - даже на большой стандартной республиканской студии - не позволяет узких специализаций. Режиссеры должны быть взаимозаменяемы, должны уметь все.
Именно поэтому список работ в резюме Александра так пестр, эклектичен и всеобъемлющ, а сами работы экзистенциальные, метафизические, неподражаемые и неповторимые.
Александру повезло — он начал режиссёрскую карьеру на «живом» телевидении и прошёл весь путь от прямого эфира, от чёрно-белого экрана через освоение цвета, видеозаписи, примитивного монтажа до сегодняшнего цифрового телевидения.
Кроме того, работа в системе Гостелерадио СССР предполагала постоянные обмены - обмены программами, обмены специалистами.
Работая в Махачкале, кроме обычных программ литдрамредакции местного вещания - регулярно выполняя заказы Дирекции местных программ Центрального Телевидения, Главной редакции народного творчества. Это и спектакли (например, «Остров женщин» Р.Г. Гамзатова) и музыкальные программы («Товарищ песня», «Мелодии лета» Мурада Кажилаева), фольклорные программы («Вместе - дружная семья»), спортивные (трансляции на Интервидении последнего чемпионата СССР по вольной борьбе из Махачкалы).
Фестивальное вещание на Первой программе ЦТ в 1985 году открывалось программой «За руки, друзья», сделанной Александром в Махачкале, а закрывалось трансляцией Международного студенческого бала из концертного зала «Россия», которую он вёл из передвижной телевизионной станции, работая уже в Москве в фестивальной команде Главной редакции Молодежных программ Останкино.
Сотрудничал и с Главным управлением внешних сношений Гостелерадио СССР — несколько его телеочерков прошли в США в программе «Родина» на общенациональном канале «THE MONITOR CHANAL» (Бостон).
Во второй половине 80-х годов А.В. Мелентьев организовал в Гостелерадиокомитете экспериментальное творческое объединение, где проверялись новые творческие и производственные отношения, создавались новые программы. Короткое время был Главным режиссёром Дагестанского телевидения. Прошел все тарификационные ступени от ассистента до режиссёра высшей категории.
В самые трудные годы — начало 90-х — был удостоен звания «Заслуженный деятель искусств Дагестана».
В 1994 году Александр переехал в Санкт-Петербург и стал работать режиссером в Дирекции «Санкт-Петербург» Российского телевидения (в штате).
С момента переезда в Петербург — с 1994г. — по рекомендации своего учителя Карасика Д. И. был приглашён в Санкт-Петербургскую Театральную Академию (бывший ЛГИТМиК) педагогом на курс режиссёров телевидения профессора В.Н. Карпова.
Снимал игровой сериал для детей «Загадки доктора Никодима», где были заняты лучшие актеры Петербургских театров.
Снимал программы и видеофильмы о выдающихся деятелях искусства - Гинкасе, Архиповой, Рузиматове, Гергиеве и других.
Последние два года выпускал цикловые программы «Век Русского музея» с Гусевым В. А. и «Академия художеств».
С 2003г. является постоянным режиссёром трансляций крупнейших международных событий в Петербурге, которые проводит Российское телевидение - 300-летие города, Саммит G-8, ежегодные Международные экономические форумы.
Параллельно работал в студии «Петербург - 5 канал». Снимал программы и концерты выдающихся музыкантов и видеофильмы о музыкантах. Среди его героев сэр Джон Шолти, Ю. Темирканов, М. Янсонс, Д. Башкиров, Свиридов Г.В. и многие другие.
В 2003 год стал руководителем курса, в 2007 был избран заведующим кафедрой режиссуры телевидения. Выпускники Александра - лауреаты многих российских и Международных кинофестивалей.

## Фильмография
Документальные фильмы на кинопленке:
- 1982 - «Гаммадовы», ЦТ, Главная редакция народного творчества
- 1983 - «Семья Гусейновых», ЦТ, Гостелерадио, ДАГССР

Телевизионные игровые многосерийные фильмы:
- 1994 - «Уикенд с детективом» (3 серии), «Петербург - 5 канал». Режиссер-постановщик
- 1996 - «Загадка доктора Никодима» (14 серий), Москва, «РТР». Режиссер-постановщик

Телевизионные игровые программы:
- 1998 - «Боярский двор» (3 серии), Москва, «РТР». Режиссер-постановщик
- 1998 - «Ночной экспресс» (3 серии), Москва, «РТР». Режиссер-постановщик

Игровые фильмы:
- 2012 - «Прозрение», Режиссер [1]

Документальные телевизионные фильмы:
- 1994 - «Страсти по Никасу или Евангелие от Софронова», Москва, «РТР»
- 1994 - «Опасные игры Камы Гинкаса», Москва, «РТР»
- 1995 - «Кама Гинкас. Три дня до премьеры», Москва, «РТР»
- 1997 - «Страсти по Кармен», «Петербург - 5 канал»
- 2000 - «Композитор Свиридов» (2 серии), «Петербург - 5 канал»
- 2003 - «Мравинский, которого знала я», Москва, «Культура»
- 1997 - 2000 - «Российский курьер» (10 фильмов из цикла о субъектах РФ), Москва, «Культура»
- 2001 - 2003 - «Малые города России» (8 фильмов из цикла), Москва, «Культура»
- 2000 - «Воскрешение» фильм-балет, Р. Вагнер, О. Виноградов, «Петербург - 5 канал»
- 2004 - «Хаджи-Мурат» фильм-опера, Л. Толстой, Ш. Чалаев, ТРК «Дагестан»
- 2005 - «Евгений Рейн», Москва, «Культура»
- 2005 - «Ирина Архипова» (2 серии), Москва, «Культура»
- 2007 - «Ширвани Чалаев. От Парижа до Хосреха», Москва, «Мир Кавказу»

Телевизионные программы:
- 1997 - «Галина Ковалева. Откровения», «Петербург - 5 канал»
- 1998 - «Вадим Репин. Только радость и счастье», «Петербург - 5 канал»
- 1998 - «Реквием» В. Моцарт, М. Янсонс, «Петербург - 5 канал»
- 1999 - «Свинг «Белые ночи». К 100-летию Дюка Элингтона», «Петербург - 5 канал»
- 2002 - «Первые 40 лет. Давид Голощекин», «Петербург - 5 канал»

Телевизионные цикловые программы:
- 1999 - «Царская ложа» (Валерий Гергиев, Фарух Рузиматов, Наталья Дудинская, Алла Осипенко и др.), Москва, «Культура»
- 1999 - «Кумиры. Режиссер Давид Карасик», Москва, «Культура» 2003 - 2005 - «Век Русского музея», 25 программ, Москва, «Культура»
- 2005 - 2006 - «Академия художеств», Юбилейный цикл к 300-летию Академии художеств, 15 программ, Москва, «Культура»
- 2003 - «Место в истории. Алла Осипенко» (премия ТЭФИ РЕГИОН - 2003), Санкт-Петербург, «Культура»[2]

## Награды и достижения
- Звание «Заслуженный деятель искусств Дагестана» (начало 90-х).
- Лауреат премии Академии Российского телевидения «ТЭФИ - 2003»